# 高梨靜江
高梨靜江（日语：たかなししずえ，8月31日—），日本漫畫家，名字有時也標示為高梨♡靜江（たかなし♡しずえ）。

## 經歷
生於千葉縣鴨川市，鴨川第一高等學校（現為文理開成高等學校）畢業。
1975年以〈桃太郎よりお星さまへ〉刊登在《NAKAYOSHI》出道。
1981年以作品《早安!史胖》與原作雪室俊一同獲第5屆講談社漫畫賞少女部門賞，同年本作改編為動畫版。

## 筆名
在少女向雜誌發表作品時，姓氏與名字中間會放一個愛心符號，其他時候則無。